# 前橋市立城東小学校
前橋市立城東小学校（まえばししりつ じょうとうしょうがっこう）は、群馬県前橋市にある公立小学校。

## 所在地
前橋市城東町1丁目35番地7

## 沿革
- 1927年（昭和2年）4月 - 前橋市城東尋常小学校として開校。
- 1941年（昭和16年）4月 - 国民学校令により、前橋市城東国民学校と改称。
- 1947年（昭和22年）
  - 4月 - 学制改革により前橋市立城東小学校と改称。
  - 10月 - PTAが結成される。
- 1956年（昭和31年）3月 - 創立30周年記念式典挙行し、新校歌・校旗制定。
- 1968年（昭和43年）3月 - 体育館落成。
- 1973年（昭和48年）4月 - 新校舎落成。
- 1977年（昭和52年）6月 - 創立50周年記念式典挙行。
- 1981年（昭和56年）4月 - 学校の木・学校の花が制定される。
- 1984年（昭和59年）8月 - 新プールが完成。
- 1986年（昭和61年）4月 - 多目的教室が新設される。
- 1987年（昭和62年）10月 - 創立60周年記念式典挙行。
- 1988年（昭和63年）8月 - パソコンが導入される。
- 1997年（平成9年）
  - 8月 - 耐震補強工事。
  - 11月 - 創立70周年記念式典挙行。記念写真集・文集発行。
- 1999年（平成11年）7月 - 東校舎（低学年棟）が全面改修される。
- 2000年（平成12年）7月 - 西校舎（高学年棟）が全面改修される。
- 2001年（平成13年）7月 - 中校舎（管理棟）が全面改修される。
- 2003年（平成15年）11月 - パソコン40台新規導入。
- 2006年（平成18年）11月 - 創立80周年記念式典挙行。記念写真集・文集発行。
- 2009年（平成21年）2月 - パソコン40台他IT機器新規導入。
- 2011年（平成23年）
  - 1月 - 体育館が全面改修される。
  - 6月 - 全ての普通教室にガスエアコンを設置。
- 2015年（平成27年）8月 - 校庭遊具の一部と駐車場改修。
- 2016年（平成28年）
  - 8月 - 駐車場・校庭通路舗装。
  - 9月 - 創立90周年記念大運動会開催。
- 2019年（令和元年）
  - 5月 - 校舎1・2階網戸設置。
  - 8月 - 校地南北ブロック塀撤去・フェンス設置。
- 2020年（令和2年）10月 - 校内トイレ洋式化工事。

## 学区
設立当初の学区は諏訪町、萱町、立川町、小柳町、清王寺町、一毛町の6町であったが、その後の学区再編や住居表示による町名変更により、現在の学区は下記の10町となっている。
- 城東町一丁目[1]
- 城東町二丁目
- 城東町三丁目
- 城東町四丁目の一部
- 城東町五丁目
- 日吉町一丁目
- 日吉町二丁目
- 日吉町三丁目
- 三俣町一丁目
- 三俣町二丁目

## 特色ある教育活動
- 学ぶ力の育成
  - ICTを効果的に活用し、児童が意欲的に問題解決を図れるようにする[2]。
- 豊かな心の育成
  - 「ほめ、認め、励ます」教育を推進し、自己肯定感や他者への共感性を育てる。
- 心身ともに元気な児童の育成
  - 児童の心の健康を重視するとともに、運動量の確保や主体的な活動の充実を図る。

## 学校周辺
- 群馬県立勢多農林高等学校 - 佐久間川をはさんで、敷地が隣接。
- 群馬県道3号前橋大間々桐生線
- 日吉公園
- 群馬県民会館
- 群馬県立図書館
- 上毛電鉄城東駅

## アクセス
- 日本中央バス「城東小学校前」バス停下車後、徒歩約270m・約5分（バス停から学校敷地は近いが、正門までは少し歩く）。なお、停車路線については、日本中央バスホームページを確認するか、電話で要問い合わせ。
- 上毛電鉄城東駅から、徒歩約580m・約9分（県道3号を跨ぐ歩道橋を利用した場合）。

## 著名な出身者
- 石川浩司（シンガーソングライター、元「たま」。2年生で転入、5年生で転出。）
- 梅沢富美男